# Wassim Nasr
Wassim Nasr est un journaliste et veilleur analyste spécialiste des mouvements djihadistes,,. Il est auteur d'un ouvrage remarqué, L’État islamique, le fait accompli en 2016,,.

## Biographie
Témoin de la guerre du Liban au cours de son enfance, Wassim Nasr est diplômé du Centre d'études diplomatiques et stratégiques (CEDS) en « Relations internationales approfondies » avec félicitations des jurés sur le thème « La France et le conflit israélo-arabe » (troisième cycle) et de l'IRIS sur le thème « Défense, Sécurité et Gestion de crise » (Master 2) entre 2010 et 2011. Il travaille à France 24 depuis 2011 et a travaillé à BFM TV, entre 2011 et 2012. Il parle le français, l'anglais et l'arabe. 
Le 25 septembre 2024, les juntes du Burkina Faso, du Mali, et du Niger annoncent l'ouverture d'une enquête contre Wassim Nasr pour « des prises de position et des commentaires s’assimilant à des actes de publicité et de soutien flagrant aux terroristes et aux actions des terroristes sévissant au Sahel »,. L'annonce de ces investigations fait suite aux interventions de Wassim Nasr sur les lourdes pertes civiles et militaires essuyées par les forces de l'Alliance des États du Sahel notamment lors des attaques de Bamako et de Djibo. France 24 répond dans un communiqué que « ces procédures judiciaires marquent une étape supplémentaire dans les entraves à la liberté de la presse dont sont victimes les confrères locaux et les médias internationaux dans cette zone, qualifiée de “trou noir de l’information” par Reporters sans frontières dans un rapport publié en novembre 2023 ». Wassim Nasr adresse sur les réseaux sociaux « une pensée aux confrères sahéliens et à ceux qui subissent l’arbitraire de ces régimes dans leur chair ».

## Publications

### Ouvrage
- État islamique, le fait accompli (préf. Olivier Ravanello), Paris, Plon, coll. « Tribune du monde », 28 avril 2016, 182 p. (ISBN 978-2-259-24897-6, OCLC 956407251)

### Articles
- « La violence, une fin ou un moyen pour l’État islamique ? », Inflexions, Armée de terre, vol. 31, no 1,‎ 2016, p. 47-53, article no 5 (ISSN 1772-3760, DOI 10.3917/infle.031.0047, lire en ligne )
- « À l’école de l’État islamique : les « lionceaux du califat » », Inflexions, Armée de terre, vol. 37, no 1,‎ 2018, p. 25-33, article no 2 (ISSN 1772-3760, DOI 10.3917/infle.037.0025, lire en ligne )
- « Syrie : la poudrière du nord », Les Cahiers de l'Orient, vol. 131, no 3,‎ 2018, p. 141-152 (ISSN 0767-6468 et 2552-0016, DOI 10.3917/lcdlo.131.0141, lire en ligne)
- « Pourquoi les djihadistes détruisent des vestiges archéologiques », Inflexions, Armée de terre, vol. 40, no 1,‎ 2019, p. 35-44, article no 3 (ISSN 1772-3760, DOI 10.3917/infle.040.0035, lire en ligne )
- « Les défaites comme autant de victoires », Inflexions, Armée de terre, vol. 45, no 3,‎ 16 septembre 2020, p. 157-165, article no 19 (ISSN 1772-3760, DOI 10.3917/infle.045.0157, lire en ligne )
- « « Valeurs et vertus » dans le djihad armé: », Inflexions, Armée de terre, vol. 48, no 3,‎ 10 septembre 2021, p. 27–34, article no 3 (ISSN 1772-3760, DOI 10.3917/infle.048.0027, lire en ligne )